# KylieX2008
KylieX2008 je deveta koncertna turneja avstralske pevke in tekstopiske Kylie Minogue, ki so jo organizirali v sklopu promocije njenega desetega glasbenega albuma, X (2007). Na začetku, ko so oznanili, da bo Kylie Minogue v sklopu turneje obiskala le Evropo, so se v mednarodnih medijih hitro pojavile govorice, da bodo turnejo razširili tudi v Avstralijo in Azijo. Po zaključku evropskega dela turneje je Kylie Minogue oznanila, da bo v sklopu turneje resnično organizirala tudi koncerte v Aziji, Avstraliji in Južni Ameriki. Turneja se je po letu 2008 nadaljevala tudi v letu 2009, ko je Kylie Minogue nastopila na najrazličnejših glasbenih festivalih in drugih glasbenih dogodkih. Ob oznanilu pričetka turneje North American Tour je Kylie Minogue na svoji uradni spletni strani napisala tudi, da je s prodajo vstopnic za turnejo leta 2008 zaslužila 70 milijonov $.

## Ozadje
Po mesecih špektakulacij je Kylie Minogue oznanila, da bo v sklopu turneje KylieX2008 po zaključku evropskega dela v koncertu v Parizu nastopila tudi drugje po svetu.
Ob predstavitvi novega dela turneje je dejala:
Želela sem le, da bi si v glavi bolj solidno predstavljala, kakšna bo turneja in če bi lahko dosegla tisto, kar sem v preteklosti; in prav rada sem se vrnila [v Avstralijo].
Kasneje so razkrili, da bo Kylie Minogue priredila omejeno število koncertov v vsaki državi. Povedala je: »Razlog za to, da nisem takoj razkrila datumov koncertov v Avstraliji je dejstvo, da nisem bila prepričana, v kaj se spuščam [...] Ampak sedaj vem.«

## Koncert
Ker so turnejo organizirali v sklopu promocije albuma X, so turnejo priredili v temi »novi val«, ki je postala popularna v osemdesetih. Koncert je bil razdeljen na sedem aktov, uvod in del z dodatnimi pesmimi. Že med potekom turneje so mnogo reči spremenili, med drugim tudi kostume, seznam izvedenih pesmi in celo frizuro Kylie Minogue.
Oder je bil sestavljen uiz treh delov; glavnega odra in dveh manjših odrov na levi in desni od glavnega odra. Na levem in desnem so bili razpostavljeni glasbena skupina in spremljevalni pevci. Glavni oder je bil dokaj preprost, s tlemi z raznimi posnetki, ki so se predvajali med koncerti in velikanskimi zavesami, na katerih so se prav tako lahko predvajali različni videi, ki so služile kot ozadje. Za nastope v amfiteatrih, na prostem ali v manjših arenah so zaradi tehničnih omejitev postavili navadna tla in odstranili razne rekvizite, kot sta bila vijoličen obroč in velikanska lobanja.
Kylie Minogue je turnejo opisala kot »šov v šovu«, saj naj bi bil vsak nastop dramatično popolnoma drugačen od ostalih. Dejala je, da jo je za to navdihnil glavni pevec glasbene skupine Queen, Freddie Mercury: »Na plan bom izpustila svojega Freddieja Mercuryja v notranjosti. Mislim, da nekatere točke, posebej nastop s pesmijo 'Your Disco Needs You', res spominjajo nanj.«
Prvi akt se prične s futurističnim posnetkom obraza Kylie Minogue, osvetljenega z najrazličnejšimi neonskimi barvami. Nato masivne zavese, na katerih se je posnetek projiciral, zdrsnejo vstran in pokaže se Kylie Minogue z velikanskim obročem, oblečena v obleko »ženske-pajka« (ta obleka ni bila del nobenega južnoameriškega koncerta). Na koncertih, ki so jih morali tehnično omejiti, so velikanske zvočnike (in druge podobne rekvizite) razpostavili bolj strateško, da se je Kylie Minogue lahko bolje videlo. V prvem aktu je izvedla svojo svetovno uspešnoc, pesem »Can't Get You Out of My Head«, singl »In Your Eyes« ter neizdano pesem »Ruffle My Feathers«.
Drugi akt se prične z izvedno pesmi »Mickey«, uspešnice Toni Basil; med tem nastopom so Kylie Minogue in njeni spremljevalni plesalci oblečeni kot ameriški navijači. Nato, oblečeni kot tipični srednješolci, izvedejo še nastope s pesmimi »Heart Beat Rock«, »Wow« in »Shocked« (slednjo so na nekaterih koncertih predstavljali kot plesni uvod). Kylie Minogue je dejala, da ji je bil z vse turneje ta akt najbolj všeč.
Tretji akt se prične s pesmijo »Loveboat«, nato pa še različico uspešnice »Copacabana« Barryja Manilowa. Na prvem koncertu so v čast ljubezenskih balad iz štiridesetih in petdesetih zapeli pesem »That's Why They Write Love Songs«. Kasneje te pesmi niso več izvajali. Kylie Minogue je ta akt zaključila z nastopom s pesmijo »Spinning Around«.
Četrti akt se prične s Kylie Minogue, oblečeno v erotično trebušno plesalko. Pojavi se na velikanski lobanji in prične izvajati pesem »Like a Drug«. Ko se lobanja spusti na oder, prične izvajati pesem »Slow« z elementi pesmi »Free« (z albuma Intimate and Live) in »2 Hearts«. Lobanjo so mnogi oboževalci zelo hvalili, vendar so jo na tehnično omejenih koncertih vseeno zamenjali z velikim ekranom za predvajanje posnetkov, na južnoameriški turneji pa še slednjega niso vključili.
Peti akt, ki ga je navdihnila predvsem azijska kultura, je Kylie Minogue otvorila, ko se je na vrhu piramide pojavila na v kimonu, ki ga je navdihnil strip Manga, in izvede pesmi »Come into My World«, »Nu-di-ty« in »Sensitized«. Akt, ki se prične z redkim videospotom za pesem »Sometime Samurai«, v tehnično omejene koncerte ni bil vključen.
V šestem aktu koncert dobi nekoliko bolj mračen ton; Kylie Minogue, oblečena v modro satenasto obleko, na začetku akta izvede balado »Flower«, kasneje pa še počasnejšo različico pesmi »I Believe in You«. V raznih časopisih so to točko opisali kot zelo žalostno. Akt se je končal s pesmijo »Cosmic«, vendar le na začetnih koncertih; kasneje so to pesem izpustili.
V sedmem aktu je Kylie Minogue nastopila v kostumu, narejenem po slogu oblačil iz 19. stoletja in izvedla pesmi »On a Night Like This«, »Your Disco Needs You«, »Kids«,  »Step Back in Time« in »In My Arms«. Prične se s črno-belimi videi, ki kasneje postajajo barvni. Ponekod so v tem aktu izvedli tudi pesem »Love at First Sight«, vendar so to pesem kasneje izvedli le kot dodatno pesem.
Kylie Minogue se je kasneje na oder vrnila v obleki, ki je spominjala na določene kostume Cher, ter izvedla pesem »No More Rain«. Potem je, na željo občinstva, izvedla še druge pesmi, kot so »The One«, »Love at First Sight«, »I Should Be So Lucky« in akustično verzijo pesmi »All I See«. Med prvima dvema koncertoma v Južni Ameriki je Kylie Minogue, oblečena v zeleno pernato obleko izvedla tudi pesem »Somewhere« iz kritično zelo priznanega filma West Side Story in pesem »Better the Devil You Know«.

## Seznam pesmi
Akt 1: Statična elektrika
- »Speakerphone«
- »Can't Get You Out of My Head« (vključuje elemente pesmi »Blue Monday« in »Boombox«)
- »Ruffle My Feathers«
- »In Your Eyes«

Akt 2: Navijači
- »Heart Beat Rock« (vključuje elemente pesmi »Mickey«)
- »Wow«
- »Shocked« (DNA-jev remix)

'Akt 3: Izpostavljeno
- »Like a Drug«
- »Slow« (vključuje elemente pesmi »Free«)
- »The One«
- »2 Hearts«

Akt 4: Črno proti belem
- »On a Night Like This«
- »Kids«
- »Step Back in Time«
- »In My Arms«
- »Love at First Sight« (ameriški remix Ruffa in Jama)

Act 5: Poredno dekle iz stripa Manga
- »Sometime Samurai« (vključuje elemente pesmi »German Bold Italic«) (uvod s posnetkom)
- »Come into My World« (Fischerspoonerjev remix) (vključuje elemente pesmi »Finer Feelings« in »Dreams«)
- »Nu-di-ty«
- »Sensitized«

Akt 6: Zvezdnate noči
- »Flower« (neizdana pesem z albuma X)
- »I Believe in You« (balada)
- »Cosmic«

Akt 7: Zabava na plaži
- »Loveboat« (vključuje elemente pesmi »The Love Boat Theme Song«)
- »Copacabana«
- »That's Why They Write Love Songs« (neizdana pesem, ki jo je napisal Steve Anderson)
- »Spinning Around« (vključuje elemente pesmi »Got to be Real«)

Dodatne pesmi
- »No More Rain«
- »All I See« (akustična verzija)

Akt 1: Statična elektrika
- »Speakerphone"
- »Can't Get You Out of My Head« (vključuje elemente pesmi »Blue Monday« z elementi pesmi »Boombox")
- »Ruffle My Feathers« 1
- »In Your Eyes«

Akt 2: Navijači
- »Heart Beat Rock« (vključuje elemente pesmi »Mickey«)
- »Wow«
- »Shocked« (DNA-jev remix) 1

Akt 3: Zabava na plaži
- »Loveboat« (vključuje elemente pesmi »The Love Boat Theme Song«)
- »Copacabana«
- »Spinning Around« (vključuje elemente pesmi »Got to Be Real«)

Akt 4: Izpostavljeno
- »Like a Drug«
- »Slow« (vključuje elemente pesmi »Free«)
- »2 Hearts«

Akt 5: Poredno dekle iz stripa Manga
- »Sometime Samurai« (vključuje elemente pesmi »German Bold Italic«) (uvod s posnetkom)
- »Come Into My World« (Fischerspoonerjev remix) (vključuje elemente pesmi »Finer Feelings« in »Dreams«)
- »Nu-di-ty«
- »Sensitized«

Akt 6: Zvezdnate noči
- »Flower"
- »I Believe in You« (balada)

Akt 7: Črno proti belem
- »On a Night Like This«
- »Your Disco Needs You«
- »Kids«
- »Step Back in Time«
- »In My Arms«

Dodatek
- »No More Rain«
- »The One« (Freemasonsov vokalni klubski remix) 2
- »Love at First Sight« (ameriški remix Ruffa in Jama)
- »I Should Be So Lucky«

1Ponekod izvedeno kot plesni uvod

Evropa (uporabljeno tudi na nekaterih drugih koncertih)
Akt 1: Statična elektrika
- »Speakerphone«
- »Can't Get You Out of My Head« (vključuje elemente pesmi »Blue Monday« in »Boombox«)
- »Ruffle My Feathers«
- »In Your Eyes«

Akt 2: Navijači
- »Heart Beat Rock« (vključuje elemente pesmi »Mickey«)
- »Wow«
- »Shocked« (DNA-jev remix)

Akt 3: Zabava na plaži
- »Loveboat« (vključuje elemente pesmi »The Love Boat Theme Song«)
- »Copacabana«
- »Spinning Around« (vključuje elemente pesmi »Got to Be Real«)

Akt 4: Izpostavljeno
- »Like a Drug«
- »Slow« (vključuje elemente pesmi »Free«)
- »2 Hearts«

Akt 5: Poredno dekle iz stripa Manga
- »Sometime Samurai« (vključuje elemente pesmi »German Bold Italic«) (uvod s posnetkom)
- »Come into My World« (Fischerspoonerjev remix) (vključuje elemente pesmi »Finer Feelings« in »Dreams«)
- »Nu-di-ty«
- »Sensitized«

Akt 6: Zvezdnate noči
- »Flower«
- »I Believe in You« (balada)

Akt 7: Črno proti belem
- »On a Night Like This«
- »Your Disco Needs You«
- »Kids«
- »Step Back in Time«
- »In My Arms«

Dodatek
- »No More Rain«
- »Love at First Sight« (ameriški remix Ruffa in Jama)
- »I Should Be So Lucky«

Južna Amerika / Azija / Nova Zelandija
Akt 1: Statična elektrika
- »Speakerphone«
- »Can't Get You Out of My Head« (vključuje elemente pesmi »Blue Monday« in Boombox«)
- »Ruffle My Feathers« 2
- »In Your Eyes«

Akt 2: Navijači
- »Heart Beat Rock« (vključuje elemente pesmi »Mickey«)
- »Wow«
- »Shocked« (DNA-jev remix) 1

Akt 3: Zabava na plaži
- »Loveboat« (vključuje elemente pesmi »The Love Boat Theme Song«)
- »Copacabana«
- »Spinning Around« (vključuje elemente pesmi »Got to Be Real«)

Akt 4: Izpostavljeno
- »Like a Drug«
- »Slow« (vključuje elemente pesmi »Free«)
- »2 Hearts«

Akt 5: Zvezdnate noči2
- »Flower« 2
- »I Believe in You« (balada) 2

Akt 6: Črno proti belem
- »On a Night Like This«
- »Your Disco Needs You«
- »Kids«
- »Step Back in Time«
- »In My Arms«

Dodatne pesmi
- »No More Rain«2
- »The One« (Freemasonsov vokalni klubski remix) 2
- »Love at First Sight« (ameriški remix Ruffa in Jama)
- »Somewhere« 2
- »Better the Devil You Know« 2
- »I Should Be So Lucky« 2

1Na določenih koncertih izvedeno kot plesni uvod

Akt 1: Statična elektrika
- »Speakerphone«
- »Can't Get You Out of My Head« (vključuje elemente pesmi »Blue Monday« in »Boombox«)
- »In Your Eyes«

Akt 2: Navijači
- »Heart Beat Rock« (vključuje elemente pesmi »Mickey«)
- »Wow«
- »Shocked« (DNA-jev remix) 1

Akt 3: Zabava na plaži
- »Loveboat« (vključuje elemente pesmi »The Love Boat Theme Song«)
- »Spinning Around« (vključuje elemente pesmi »Got to Be Real«)
- »Better the Devil You Know«
- »I Believe in You« (balada) 1

Akt 4: Izpostavljeno
- »Like a Drug«
- »Slow« (vključuje elemente pesmi »Free«)
- »2 Hearts«

Akt 5: Črno proti belem
- »On a Night Like This«
- »Your Disco Needs You«
- »Kids«
- »Como un Lobo«2
- »Step Back in Time«
- »In My Arms«

Dodatne pesmi
- »No More Rain« 1
- »Love at First Sight« (ameriški remix Ruffa in Jama)
- »I Should Be So Lucky« 1
- »The One« (Freemasonsov vokalni klubski remix)1

1Izvedeno le ponekod

### Dodatne opombe
Pesem »Your Disco Needs You« so pričeli izvajati šele po koncertu 10. maja 2008 v Frankfurtu. Kylie Minogue je med dodatnimi pesmimi izvedla še a cappella različico pesmi »Confide in Me«.
- Pesem »I Should Be So Lucky« so na seznam pesmi, izvedenih med turnejo, dodali po koncertu v Budimpešti 17. maja.
- Pesem »The One« so v Stockholmu in Oslu med dodatnimi pesmimi izvedli v akustični različici. Na koncertu 27. junija 2008 so izvedli različico te pesmi, objavljeno na albumu, 29. junija pa so na koncertu v São Paulo in Santiagu izvedli Freemasonsov remix. Na koncertu v Buenos Airesu so pred remixom izvedli še akustično različico pesmi
- Med dodatnimi pesmimi so na koncertu v São Paulu izvedli še a cappella različico pesmi »Come Into My World«.
- Kylie Minogue je na koncertu v Bogoti izvedla nekaj kitic Juanesove kontroverzne pesmi »La Camisa Negra«.
- 6. novembra je Kylie Minogue na koncertu v Peruju ni izvedla dodatnih pesmi.
- Na koncertih v Santiagu in Aucklandu so izvedli tudi pesem »The Loco-Motion«.
- Na koncertu v Buenos Airesu so skupaj z glasbeno skupino izvedli celotno pesem »Bésame Mucho«.
- Med aktom Zabava na plaži v Dubaju, Bangkoku, Singapuru, Taipeiju in Aucklandu je Kylie Minogue izvedla tudi baladno različico pesmi »I Believe in You«.
- Na koncertu v Pekingu je Kylie Minogue izvedla del pesmi »Please Stay«.
- Na vseh koncertih v Aucklandu in Sydneyju je Kylie Minogue izvedla tudi pesem »Better the Devil You Know«. Poleg tega je na koncertih 14. in 16. decembra izvedla še pesmi »All I See« in »The One«. S pesmima »Did It Again« in »The Loco-Motion« je 17. decembra 2008 nastopila kot z dodatnima pesmima.
- 20. decembra je Kylie Minogue med koncertom v Melbourneu izvedla tudi pesem »The Loco-Motion« in odlomek Beyoncéine pesmi »Single Ladies (Put a Ring on It)«.
- Na koncertu 22. decembra v Melbourneu je Kylie Minogue nastopila še s pesmijo »Santa Baby« in odlomkom Beyoncéine pesmi »Single Ladies (Put a Ring on It)«.
- 2. julija 2009 je Kylie Minogue med MTV-jevim dnem v Madridu skupaj z Miguelom Boséom izvedla pesem »Como un Lobo«.

## Datumi koncertov
| Datum             | Mesto            | Država                   | Prizorišče                               |
| Evropa            | Evropa           | Evropa                   | Evropa                                   |
| ----------------- | ---------------- | ------------------------ | ---------------------------------------- |
| 6. maj 2008       | Pariz            | Francija                 | Palais omnisports de Paris-Bercy         |
| 7. maj 2008       | Antwerp          | Belgija                  | Sportpaleis                              |
| 9. maj 2008       | Stuttgart        | Nemčija                  | Schleyerhalle                            |
| 10. maj 2008      | Frankfurt        | Nemčija                  | Festhalle                                |
| 12. maj 2008      | Praga            | Češka                    | Arena O2                                 |
| 14. maj 2008      | Dunaj            | Avstrija                 | Wiener Stadthalle                        |
| 15. maj 2008      | Budimpešta       | Madžarska                | Športna arena Budimpešta                 |
| 17. maj 2008      | Bukarešta        | Romunija                 | Stadion Cotroceni                        |
| 18. maj 2008      | Sofija           | Bolgarija                | Stadion Lokomotiv                        |
| 20. maj 2008      | Istanbul         | Turčija                  | Arena Turkcell Kuruçeşme                 |
| 22. maj 2008      | Atene            | Grčija                   | Park Terra Vibe                          |
| 25. maj 2008      | Zürich           | Švica                    | Hallenstadion                            |
| 27. maj 2008      | Köln             | Nemčija                  | Kölnarena                                |
| 29. maj 2008      | München          | Nemčija                  | Olympiahalle                             |
| 30. maj 2008      | Ženeva           | Švica                    | Arena SEG Geneva                         |
| 1. junij 2008     | Lyon             | Francija                 | Halle Tony Garnier                       |
| 3. junij 2008     | Madrid           | Španija                  | Palacio de Deportes                      |
| 5. junij 2008     | Esch-sur-Alzette | Luksemburg               | Rockhal                                  |
| 7. junij 2008     | Hamburg          | Nemčija                  | Arena Color Line                         |
| 8. junij 2008     | København        | Danska                   | Forum Copenhagen                         |
| 10. junij 2008    | Oslo             | Norveška                 | Spektrum Oslo                            |
| 11. junij 2008    | Stockholm        | Švedska                  | Arena Stockholm Globe                    |
| 13. junij 2008    | Helsinki         | Finska                   | Arena Hartwall                           |
| 16. junij 2008    | Moskva           | Rusija                   | Olimpisky                                |
| 18. junij 2008    | Sankt Peterburg  | Rusija                   | Nova arena                               |
| 20. junij 2008    | Riga             | Latvija                  | Arena Riga                               |
| 22. junij 2008    | Berlin           | Nemčija                  | Velodrom                                 |
| 23. junij 2008    | Rotterdam        | Nizozemska               | The Ahoy                                 |
| 26. junij 2008    | Belfast          | Severna Irska            | Arena Odyssey                            |
| 27. junij 2008    | Belfast          | Severna Irska            | Arena Odyssey                            |
| 29. junij 2008    | Belfast          | Severna Irska            | Arena Odyssey                            |
| 30. junij 2008    | Belfast          | Severna Irska            | Arena Odyssey                            |
| 5. julij 2008     | Glasgow          | Škotska                  | Škotski center za razstave in konference |
| 6. julij 2008     | Glasgow          | Škotska                  | Škotski center za razstave in konference |
| 8. julij 2008     | Glasgow          | Škotska                  | Škotski center za razstave in konference |
| 9. julij 2008     | Glasgow          | Škotska                  | Škotski center za razstave in konference |
| 11. julij 2008    | Manchester       | Anglija                  | Arena Manchester Evening News            |
| 12. julij 2008    | Manchester       | Anglija                  | Arena Manchester Evening News            |
| 14. julij 2008    | Manchester       | Anglija                  | Arena Manchester Evening News            |
| 15. julij 2008    | Manchester       | Anglija                  | Arena Manchester Evening News            |
| 17. julij 2008    | Manchester       | Anglija                  | Arena Manchester Evening News            |
| 18. julij 2008    | Manchester       | Anglija                  | Arena Manchester Evening News            |
| 20. julij 2008    | Newcastle        | Anglija                  | Arena Metro Radio                        |
| 21. julij 2008    | Newcastle        | Anglija                  | Arena Metro Radio                        |
| 23. julij 2008    | Newcastle        | Anglija                  | Arena Metro Radio                        |
| 24. julij 2008    | Newcastle        | Anglija                  | Arena Metro Radio                        |
| 26. julij 2008    | London           | Anglija                  | Arena O2                                 |
| 27. julij 2008    | London           | Anglija                  | Arena O2                                 |
| 29. julij 2008    | London           | Anglija                  | Arena O2                                 |
| 30. julij 2008    | London           | Anglija                  | Arena O2                                 |
| 1. avgust 2008    | London           | Anglija                  | Arena O2                                 |
| 2. avgust 2008    | London           | Anglija                  | Arena O2                                 |
| 4. avgust 2008    | London           | Anglija                  | Arena O2                                 |
| Južna Amerika     |                  |                          |                                          |
| 1. november 2008  | Bogotá           | Kolumbija                | Parque Jaime Duque                       |
| 4. november 2008  | Caracas          | Venezuela                | align="center" Poliedro de Caracas       |
| 6. november 2008  | Lima             | Peru                     | Explanada Del Monumental                 |
| 8. november 2008  | São Paulo        | Brazilija                | Credicard Hall                           |
| 13. november 2008 | Santiago         | Čile                     | Pista Atlética del Estadio Nacional      |
| 15. november 2008 | Buenos Aires     | Argentina                | Sede Jorge Newbery                       |
| Azija             |                  |                          |                                          |
| 21. november 2008 | Dubaj            | Združeni arabski emirati | Festivalni center                        |
| 23. november 2008 | Bangkok          | Tajska                   | Arena Impact                             |
| 25. november 2008 | Singapur         | Singapur                 | Notranji stadion Singapore               |
| 27. november 2008 | Hong Kong        | Hong Kong                | Arena AsiaWorldPekingđ                   |
| 29. november 2008 | Šanghaj          | Kitajska                 | Hongkou Stadium                          |
| 1. december 2008  | Peking           | Kitajska                 | Delavska gimnazija Peking                |
| 4 December 2008   | Taipei           | Tajska                   | Stadion Taipei Soccer                    |
| Oceanija          |                  |                          |                                          |
| 8. december 2008  | Auckland         | Nova Zelandija           | Arena Vector                             |
| 9. december 2008  | Auckland         | Nova Zelandija           | Arena Vector                             |
| 14. december 2008 | Sydney           | Avstralija               | Arena Acer                               |
| 16. december 2008 | Sydney           | Avstralija               | Arena Acer                               |
| 17. december 2008 | Sydney           | Avstralija               | Arena Acer                               |
| 19. december 2008 | Melbourne        | Avstralija               | Arena Rod Laver                          |
| 20. december 2008 | Melbourne        | Avstralija               | Arena Rod Laver                          |
| 22. december 2008 | Melbourne        | Avstralija               | Arena Rod Laver                          |
| Evropa            |                  |                          |                                          |
| 2. maj 2009       | Ischgl           | Avstrija                 | Silvrettaseilbahn AG [A]                 |
| Afrika            |                  |                          |                                          |
| 15. maj 2009      | Rabat            | Maroko                   | OLM Souissi [B]                          |
| Evropa            |                  |                          |                                          |
| 4. junij 2009     | Gdansk           | Poljska                  | Gdańsk Shipyard [C]                      |
| 2. julij 2009     | Madrid           | Španija                  | Plaza de Toros de Las Ventas [D]         |
| 4 July 2009       | Lizbona          | Portugalska              | Pavilhão Atlântico                       |
| 6. avgust 2009    | Skanderborg      | Danska                   | Festival Smukkeste Grounds [E]           |

Opombe
- A^ Koncert je del prireditve »Vrh gore« (»Top of the Mountain«).[18]
- B^ Koncert je bil del festivala »Mawazine«.[19]
- C^ Koncert je bil del festivala »Zaczelo Sie w Polsce«.[20]
- D^ Koncert je del MTV-jevega dne 2009.[21]
- E^ Koncert je del festivala »Skanderborg«.[22]

### Zaslužek
| Prizorišče                               | Mesto      | Prodane vstopnice / Vstopnice na voljo | Dobiček       |
| ---------------------------------------- | ---------- | -------------------------------------- | ------------- |
| Palais omnisports de Paris-Bercy         | Pariz      | 17.008 / 17.008 (100%)                 | 1.001.035 $   |
| Sportpaleis                              | Antwerp    | 15.613 / 15.719 (99%)                  | 996.383 $     |
| Arena O2                                 | Praga      | 17.853 / 17.853 (100%)                 | 877.906 $     |
| Olympisky                                | Moskva     | 15.900 / 15.900 (100%)                 | 904.472 $     |
| Arena Odyssey                            | Belfast    | 37.536 / 37.536 (100%)                 | 3.549.422 $   |
| Škotski center za razstave in konference | Glasgow    | 31.080 / 31.080 (100%)                 | 2.980.262 $   |
| Arena Manchester Evening News            | Manchester | 75.972 / 75.972 (100%)                 | 7.268.153 $   |
| Arena Metro Radio                        | Newcastle  | 35.812 / 35.812 (100%)                 | 3.116.320 $   |
| Arena O2 [a]                             | London     | 116.375 / 116.375 (100%)               | 9.881.561 $   |
| Parque Jaime Duque                       | Bogotá     | 6.023 / 7.870 (77%)                    | 416.544 $     |
| Poliedro de Caracas                      | Caracas    | 4.500 / 7.500 (60%)                    | 814.912 $     |
| Credicard Hall                           | São Paulo  | 5.082 / 6.938 (73%)                    | 258.062 $     |
| Notranji stadion Singapore               | Kallang    | 7.259 / 10.599 (68%)                   | 1.043.518 $   |
| Arena AsiaWorld                          | Hongkong   | 8.798 / 10.598 (83%)                   | 1.070.819 $   |
| Arena Vector                             | Auckland   | 19.800 / 19.800 (100%)                 | 1.187.399 $   |
| Arena Acer                               | Sydney     | 51.462 / 51.462 (100%)                 | 4.194.452 $   |
| Arena Rod Laver[b]                       | Melbourne  | 36.000 / 36.000 (100%)                 | 2.639.839 $   |
|                                          | SKUPAJ     | 434.720 / 445.056 (98%)                | 37.111.034 $' |

Opombe
^ a  Nastopu Kylie Minogue v areni O2 je revija Billboard dodelila dvaindvajseto mesto na svojem seznamu »25 najbolj dobičkonosnih nastopov« leta 2008.

^ b Revija Billboard je obeležila dobiček le dveh od treh koncertov

## Sprejem kritikov
Turneji so evropski glasbeni kritiki dodeljevali odlične ocene. Mnogi so jo označili za njeno najboljšo turnejo. Ker se je tako dobro prodajala, so turnejo obvravnavali kot veliko uspešnico. Ker je občinstvo izrazilo zahteve po tem, so počasi objavili še več datumov novih koncertov. Vstopnice za originalnih osem koncertov v Združenem kraljestvu se je razprodalo že v prve pol ure in zato je Kylie Minogue organizirala še več kot petindvajset koncertov v Angliji, na Škotskem in Severnem Irskem. Kylie Minogue je tako postala glasbenica, ki je v areni Manchester Evening News nastopila največkrat; tam je namreč priredila kar šest koncertov. Samo s koncerti v Veliki Britaniji je Kylie Minogue zaslužila več kot 26.000.000 $, Kylie Minogue pa je tamkaj nastopila na malo manj kot 300.000 koncertih.

## DVD
DVD s posnetki s koncertov s turneje KylieX2008 so premierno predvajali na kanalu 4 Music pozno avgusta 2008. Koncert je bil eden od prvih reči, ki so jih preko tega kanala predvajali. Kasneje so ga predvajali tudi na kanalu Channel 4/4 HD. Oktobra 2008 so razkrili, da bodo preko organizicije FremantleMedia pod naslovom Kylie Live: X2008 izdali DVD s temi posnetki. DVD je vključeval koncert polne dolžine, galerijo s fotografijami in razne projekcije. 1. decembra 2008 je DVD izšel v Veliki Britaniji in Avstraliji. Kasneje so izdali tudi Blu-ray s posnetki s koncerta.

## Ostali ustvarjalci
Kreativni vodja: William Baker

Glasbeni producent: Steve Anderson

Glasbeni vodja: Sarah deCourcy

Menedžer turneje: Sean Fitzpatrick

Produkcijski menedžer: Kevin Hopgood

Audio: Chris Pyne in Rod Matheson

Produkcija vizualnih učinkov: Blink TV

Oblikovalec osvetljave: Nick Whitehouse in Bryan Leitch

Vodja osvetljave: Nick Whitehouse 

Režiser posnetkov s turneje: Raury Macphie

Koreograf: Michael Rooney

Oblikovanje kostumov: Jean Paul Gaultier, Emma Roach, Steve Stewart, Gareth Pugh

PA to Kylie Minogue: LeAnne Buckham

Finančni kontroler: Michele Tankel

Seznam gostov & sponzorji: Lynn Curtis

Produkcijski koordinator: Juliette Baldrey

Vodja varnostnikov: James Gentles

DJ: Jason Buckham

### Glasbena skupina
Klaviature: Sarah deCourcy

Bobni: Matt Racher

Bas kitara: Jenni Tarma

Kitara: Adrian Eccleston

Tolkala: Barnaby Dickinson, Graeme Blevins in Graeme Flowers

Spremljevalni vokali: Dawn Joseph in Roxanne Wilde

Plesni vodja: Anoulka Yanminchev

Spremljevalni plesalci: Jason Beitel, Hakim Ghorab, Jessica DiDirolamo, Jamie Karitzis, Welly Locoh-Donou, Jerry Reeve, Tatiana Seguin, Marco Da Silva, Nikki Trow

Akrobati: Terry Kvasnik, Nicolas Bosc, Vincent DePlanche and Johan Guy

### Tehnično
Tehnični mendežer: Phil Murphy

Odrski menedžer: Toby Plant

Napovedovalec: Phil Murphy

Zvok FOH: Chris Pyne

Monitorji: Rodney Matheson

Audio Crew Chief: Al Woods

Audio tehnika: Phil Down, George Hogan, Becky Pell, Matt Harman-Trick

Ozadje: Adam Birch, Marcus Lindsay, Nick Sizer

Osvetljava: Andrew Porter, John Sellors, Jim Mills, Hayden Corps, Victor Anderseen, Craig Lewis, Barry Bamford, Steve Belfield

Montaža: Dave Rowe, Dave Brierley, Omar Franchi, Vinnie Rivenell, Steve Walsh

Premiki rekvizitov: Ian Macdonald, Simon Wait, Chris Hansbury, John Richardson

Rekviziti: Toby Pitts, Andy Pearson, Martyn Drew, Jem Nicholson, Pete Coryndon

Garderoba: Lisa Williams, Naja Banz, Becky Belfield, Louise Martin

Frizura & ličenje: Madge Foster, Gemma Flaherty

Video: Stuart Heaney, Andy Tonks, Patrick Vansteelant, Peter Laleman
Kamere: Graham Holwill, Mark Cruickshank, Darren Montague, Gary Beirne, Luke Levitt
Vir: